# Paulo Wanchope
Paulo Cesar Wanchope Watson (Heredia, 31 de Julho de 1976) é um treinador e ex-futebolista costarriquenho que atuava como atacante. Já atuou como treinador da Seleção Costarriquenha de Futebol, conquistando a Copa Centroamericana de 2014.
É o segundo jogador com mais gols marcados na história da Seleção da Costa Rica, com 45 gols em 73 jogos oficiais, ficando atrás apenas de outro ídolo costa-riquenho, o atacante Rolando Fonseca. Entre seus gols mais importantes, está os dois gols marcados durante o jogo inaugural da Copa do Mundo de 2006, contra a Alemanha.
Wanchope, assim como muitos outros futebolistas costarriquenhos, pertence a uma minoria étnica de seu país composta por descendentes de jamaicanos que falam um dialeto do inglês.

## O começo
Nascido em Heredia, uma pequena cidade próxima a San José, Wanchope, em sua mocidade, jogava basquete, chegando a Seleção Juvenil de Basquete, e disputando o Centrobasket. Durante o torneio, o jovem Paulo se destacava pela quantidade de pontos marcados. Mas ele voltou à sua pátria, se voltando definitivamente ao futebol. Em 1994, foi contratado pelo Club Sport Herediano, mas ele estava decidido a jogar em outros lugares. Foi para o Derby County, um modesto clube inglês, em 1997. Ao serviço desta equipe no dia 18 de Outubro de 1997, marcou um gol memorável contra o poderoso Manchester United, em que passou por 4 jogadores adversários e bateu nada mais nada menos que Peter Schmeichel. Marcou 28 gols em 79 jogos pelo Derby. Teve uma breve passagem pelo West Ham United, onde conseguiu o titulo da Copa Intertoto da UEFA de 1999. Não conseguindo se impôr no clube, apesar de 15 gols em 46 jogos, foi vendido ao Manchester City. Wanchope entrou bem na equipe titular, conseguiu ser campeão junto de seus companheiros do Football League First Division da temporada 2001/2002 e ajudou o clube a chegar à Premier League. Após 8 anos no futebol inglês, na temporada 2004/2005 foi contratado pelo Málaga da Espanha, porém com pouco sucesso. Logo após mudou-se para o Catar, onde jogou no Al-Gharrafa. Em 2006, teve uma passagem rápida pelo seu primeiro clube o Herediano e então foi para a Argentina, onde jogou no Rosario Central. Pelo time de Rosário, marcou cinco vezes, um deles contra o maior rival, o Newell's Old Boys. Ao fim do Torneio Apertura, Wanchope rescindiu o contrato com o Rosario Central e voltou para a Ásia. Ele assinou pelo F.C. Tokyo do Japão em 2007. Firmou contrato com o time nipônico até 2008.
Ainda em 2007, rescindiu contrato com o clube de Tóquio e assina com seu ultimo clube, o Chicago Fire, para jogar na Major League Soccer, o campeonato Norte Americano de Futebol.
Pela Seleção Costarriquenha, Wanchope fez história. Em 73 partidas oficiais, ele anotou 45 gols. Pela seleção nacional ele conquistou a Copa Centroamericana de 1999 e participou das Copas do Mundo de 2002 e 2006.

## Aposentadoria prematura
No dia 16 de Novembro de 2007, Wanchope, aos 31 anos de idade, anunciou o fim da carreira. O principal motivo para a aposentadoria precoce do costa-riquenho foi a série de lesões, que o acompanhava desde 2004, quando jogava no Manchester City. Sua derradeira partida com a Seleção nacional ocorreu em 13 de Janeiro de 2008, num amistoso contra a Seleção Sueca de Futebol. Em 16 de Janeiro, Wanchope se aposentou definitivamente como jogador, atuando no clube que o revelou, o Herediano, passando a ser seu técnico.

## Curiosidade
Wanchope têm cidadania inglesa. Isso porque ele viveu sete anos na "Terra da Rainha". Apesar disso, foi impedido de jogar com a camisa do English Team, já que havia sido convocado anteriomente pela seleção costarriquenha.

## Titulos como jogador
West Ham United
- Copa Intertoto da UEFA: 1999[5]

Manchester City
- Football League First Division: 2001–02[6]

Costa Rica
- Copa Centroamericana: 1999[7]

## Premios individuais
- Premier League Jogador do Mês: Outubro 1997[8]

## Titulos como treinador
Costa Rica
- Copa Centroamericana: 2014[9]